# Дона Стрикланд
Дона Тео Стрикланд (енгл. Donna Theo Strickland, рођена 27. маја 1959) је канадска оптичка физичарка и пионирка у области пулсирајућих ласера. Додељена јој је Нобелова награда за физику 2018. године, за откриће „појачања чирпованог пулса“. Она је професор на Универзитету у Вотерлуу.

## Лични живот и образовање
Стрикланд је рођена 27. маја 1957. У Гвелфу, у Канади. Мајка јој је била наставница енглеског, а отац инжењер електротехнике. Одлучила је да похађа Мекмастер универзитет зато што је инжењерска физика укључивала ласере и електро-оптику, области које су је посебно занимале.  Било је свега три студенткиње на Мекмастеру за време њеног студирања. Дипломирала је 1981. године. Докторирала је 1989. године, под супервизијом Жерара Мороа. Њена докторка теза се тицала уређења које би могло да подигне максимални ниво енергије ласера, да превазиђе ограничења, тако да када максимални интензитет пулса достигао гигавате по центиметру квадратном, пулсеви оштете  појачавајући део ласера. Изумевши технику ,,појачања чирпованог пулса“ омогућено је да мали ласери велике снаге буду направљени. Због тога су и добили Нобелову награду за физику 2018. године. Дона је удата за Дагласа Дикара, такође физичара. Имају двоје деце, а њихова  ћерка Хана је на дипломским студијама из астрофизике.

## Каријера
Од 1981. до 1991. Стрикланд је била истраживачица у Националном истраживачком савету Канаде, радећи са Полом Коркумом. Након тога се придружила техничком особљу у Напредном технолошком центру за фотонику и електро-оптику на Принстону. Године 1997. постала је асистент професора на Универзитету у Вотерлуу, где је тренутно професор. Она је прва професорка на овом универзитету.  Њен тренутни рад се тицао на померању граница ултрабрзе оптичке науке ка новим опсезима таласних дужина попут инфрацрвено и ултраљубичасто, користећи мулти-фреквентне методе, као и Раманова генерација. Такође проучава и улогу високо снажних ласера у микрокристалима људског ока.

## Одабрана дела
- Strickland, Donna; Mourou, Gerard (1985). „Compression of amplified chirped optical pulses”. Optics Communications. 56 (3): 219—221. Bibcode:1985OptCo..56..219S. CiteSeerX 10.1.1.673.148 . ISSN 0030-4018. doi:10.1016/0030-4018(85)90120-8.
- Maine, P.; Strickland, D.; Bado, P.; Pessot, M.; Mourou, G. (1988). „Generation of ultrahigh peak power pulses by chirped pulse amplification”. IEEE Journal of Quantum Electronics. 24 (2): 398—403. Bibcode:1988IJQE...24..398M. ISSN 0018-9197. doi:10.1109/3.137.
- Strickland, D.; Corkum, P. B. (1994). „Resistance of short pulses to self-focusing”. Journal of the Optical Society of America B. 11 (3): 492—497. Bibcode:1994JOSAB..11..492S. S2CID 122336320. doi:10.1364/JOSAB.11.000492.